# Samalog
Samalog je bodovací systém používaný ve vícebojařských soutěžích v rychlobruslení.

## Popis a používání
Všechny časy v sekundách na jednotlivých rychlobruslařských tratích jsou převedeny na body pomocí průměrného času na vzdálenost 500 m. Čas v sekundách v závodě na 500 m je tak dělen číslem 1, čas v sekundách v závodě na 1000 m je dělen číslem 2, čas v sekundách v závodě na 1500 m je dělen číslem 3, atd. Tyto body jsou počítány na tři desetinná místa (s použitím zaokrouhlování) a poté jsou sečteny. Podle výsledného počtu bodů je určeno celkové pořadí závodníků ve víceboji, vítězí ten s nejmenším počtem bodů (=s nejmenším průměrným časem)
Systém samalog je používán v národních a mezinárodních vícebojařských soutěžích, mezi nejvýznamnější patří mistrovství Evropy, mistrovství světa ve sprintu a mistrovství světa ve víceboji.
Ačkoliv jsou možné různě dlouhé distance a počet jednotlivých závodů ve víceboji není omezen, běžně byly nebo jsou využívány následující kombinace, při nichž je samalog využíván:
- sprinterský čtyřboj: 500 m, 1000 m, 500 m, 1000 m
- mini čtyřboj: 500 m, 1000 m, 1500 m, 3000 m
- starý čtyřboj: 500 m, 1000 m, 3000 m, 5000 m
- malý čtyřboj: 500 m, 1500 m, 3000 m, 5000 m
- velký čtyřboj: 500 m, 1500 m, 5000 m, 10 000 m

Žebříček sestavený pomocí samalogu, který je založený na osobních rekordech (v oficiálních závodech) jednotlivých závodníků v průběhu celé jejich kariéry, je nazýván Adelskalender.

## Příklad
Jako příklad je uveden závod Svena Kramera na Mistrovství Evropy 2013.
| Trať     | Čas      | Čas [s] | Dělení        | Body    |
| -------- | -------- | ------- | ------------- | ------- |
| 500 m    | 36,70    | 36,70   | 036,70 / 01 = | 36,700  |
| 1500 m   | 1:47,49  | 107,49  | 107,49 / 03 = | 35,830  |
| 5000 m   | 6:12,55  | 372,55  | 372,55 / 10 = | 37,255  |
| 10 000 m | 12:55,98 | 775,98  | 775,98 / 20 = | 38,799  |
| Celkem   | Celkem   | Celkem  | Celkem        | 148,584 |